# 和平县
和平县位于中国广东省东北部，处在东江上游，属于河源市管辖。东边与广东省龙川县相邻，南边与广东省东源县相邻，西边与广东省连平县相邻，北边与江西省龙南县、定南县相连。和平县总面积为2310平方公里，县政府驻地在阳明镇。

## 行政区划
和平县下辖17个镇：
阳明镇、大坝镇、长塘镇、下车镇、上陵镇、优胜镇、贝墩镇、古寨镇、彭寨镇、合水镇、公白镇、青州镇、浰源镇、热水镇、东水镇、礼士镇和林寨镇。

## 历史
春秋战国时期，和平属百越之地。公元前214年，秦始皇平定南越后，和平属南海郡龙川县地。明正德（1518年）置和平县，因县内有和平洞而得名。另一说镇压三浰起义后命名县名为和平，寄寓统治者维持统治秩序的希望。中华人民共和国成立之后，1962年-1988年属惠阳专区，1988年后至今属于河源市管辖。

## 民族 人口
和平县以汉族客家人为主。另外有少数畲族和壮族。
2020年末，根據第七次全国人口普查顯示：和平縣轄區有常住人口35.39萬人。

## 语言
全县通用客家话，部分地区通行口音较接近粤语的本地土话。

## 经济
2009年全县地区生产总值为36.84亿元。

## 旅游
和平县地处九连山区、旅游资源较为丰富。著名的景点有：河明亮绿色生态湖、热水漂流、李田仙岩、羊角奇石、风动磐石、淞沪抗日和籍烈士纪念碑。

## 交通
238国道、 358国道、京九铁路及粤赣高速公路贯穿全县南北，为京九入粤第一县。